# Vitrival (film)
Vitrival (The Most Beautiful Village in the World) is een Belgische komische film uit 2025, geschreven en geregisseerd door Noëlle Bastin en Baptiste Bogaert. De hoofdrollen worden vertolkt door Pierre Bastin en Benjamin Lambillotte.

## Verhaal
De twee neven, Benjamin en "Petit" Pierre, zijn politieagenten in het vredige plattelandsdorp Vitrival. Ze brengen hun dagen door met rondrijden en luisteren naar muziek van de plaatselijke radio, terwijl ze tussendoor wat berispingen geven voor lichte overtredingen. Maar dan begint een anonieme graffiti-vandaal fallussymbolen te schilderen op openbare plaatsen zoals de kerk. Bovendien pleegt een van de inwoners om onbekende reden zelfmoord. Bij deze ene zelfmoord blijft het niet want snel volgen nog een tweede en derde waardoor de twee agenten het drukker krijgen dan verwacht.

## Rolverdeling
| Acteur               | Personage      |
| -------------------- | -------------- |
| Pierre Bastin        | "Petit" Pierre |
| Benjamin Lambillotte | Benjamin       |

## Productie
De filmopnames gingen door in 2023 in Vitrival, een deelgemeente van Fosses-la-Ville in Wallonië.

## Release
Vitrival ging op 31 januari 2025 in première op het International Film Festival Rotterdam in de competitie voor de "Tiger Award".

## Prijzen en nominaties
De belangrijkste:
| Jaar | Prijs                                 | Categorie   | Genomineerde(n)                   | Uitslag       |
| ---- | ------------------------------------- | ----------- | --------------------------------- | ------------- |
| 2025 | International Film Festival Rotterdam | Tiger Award | Noëlle Bastin en Baptiste Bogaert | In afwachting |